# Konrad von Wegerer
Rudolf Konrad von Wegerer (* 18. Januar 1822 in Reetz; † 18. November 1891 in Hirschberg) war ein preußischer Generalmajor und Kommandeur der 2. Infanterie-Brigade.

## Leben

### Herkunft
Konrad war ein Sohn des preußischen Majors Karl von Wegerer (1770–1835) und dessen Ehefrau Christiane, geborene von Normann (1784–1859). Sein älterer Bruder war der preußische Generalleutnant August Ferdinand von Wegerer (1812–1887).

### Militärkarriere
Wegerer besuchte die Stadtschule in Reetz und erhielt Privatunterricht in Stargard. Am 11. Juli 1839 trat er als Musketier in das 25. Infanterie-Regiment der Preußischen Armee ein und avancierte bis Anfang Januar 1842 zum Sekondeleutnant. Als solcher war er ab Oktober 1845 auf ein Jahr zum 8. kombinierten Reserve-Bataillon kommandiert. Bei der Niederschlagung der Badischen Revolution nahm Wegerer 1849 an den Gefechten bei Graben und Kuppenheim sowie der Belagerung von Rastatt teil und erhielt für sein Wirken den Roten Adlerorden IV. Klasse mit Schwertern. Mitte November 1850 wurde er als Adjutant der mobilen 31. Division und im Anschluss in gleicher Eigenschaft beim II. Bataillon im 25. Landwehr-Regiment kommandiert. Wegerer fungierte von Juni 1854 bis Mai 1856 Regimentsdjutant und stieg zwischenzeitlich zum Premierleutnant auf. Kurzzeitig diente er als Kompanieführer beim II. Bataillon im 25. Landwehr-Regiment in Jülich, bevor er am 31. Mai 1859 unter Beförderung zum Hauptmann in das 22. Infanterie-Regiment versetzt wurde. Von Ende November 1859 bis Ende Juni 1860 war Wegerer als Kompanieführer beim I. Bataillon im 22. Landwehr-Regiment in Gleiwitz kommandiert. Daran schloss sich eine Verwendung als Kompaniechef im Magdeburgischen Jäger-Bataillon Nr. 4 sowie im Westfälischen Füsilier-Regiment Nr. 37 an. Unter Beförderung zum Major wurde Wegerer am 12. April 1866 in das 1. Schlesische Grenadier-Regiment Nr. 10 versetzt, nahm während des Deutschen Krieges am Gefecht bei Dobruška teil und war für einige Monate als Kommandeur des Besatzungsbataillons von Schweidnitz kommandiert.
Nach dem Friedensschluss erfolgte am 30. September 1866 seine Ernennung zum Kommandeur des I. Bataillons. Er avancierte am 26. Juli 1870 zum Oberstleutnant, führte sein Bataillon im Krieg gegen Frankreich bei der Belagerung von Paris und erhielt das Eiserne Kreuz II. Klasse. Als Oberst war Wegerer vom 10. Februar 1872 bis zum 1. Januar 1877 Kommandeur des 5. Ostpreußischen Infanterie-Regiments Nr. 41 in Königsberg. Mit Patent vom 20. September 1876 wurde er am 2. Januar 1877 zum Generalmajor befördert und zum Kommandeur der ebenfalls in Königsberg stationierten 2. Infanterie-Brigade ernannt. In dieser Stellung zeichnete ihn Kaiser Wilhelm I. Anfang September 1879 mit dem Roten Adlerorden II. Klasse mit Eichenlaub und Schwertern am Ringe aus. Am 12. März 1881 wurde Wegerer mit Pension zur Disposition gestellt.

### Familie
Von Wegerer verheiratete sich am 24. Oktober 1866 in Glieschwitz mit Vally Bianca Selma Henriette Gottschling (1848–1935). Aus der Ehe gingen folgende Kinder hervor:
- Robert Otto Rudolf (1867–1963), preußischer Generalmajor und Ehrenritter des Johanniterordens
- Henriette Christiane Anna (* 1869) ⚭ Hans Ludwig Carl Ernst von Engel (* 1865), preußischer Rittmeister und Herr auf Breesen sowie Rechtsritter des Johanniterordens
- Fritz Conrad Siegesmund (1873–1947), preußischer Major im Infanterie-Regiment „Herwarth von Bittenfeld“ (1. Westfälisches) Nr. 13 und Ehrenritter des Johanniterordens